# Lista de cidades na voivodia da Vármia-Masúria
Na voivodia da Vármia-Masúria existem 50 cidades com uma população total de 799 788 pessoas, representando 58,9% da população total da voivodia (em 31 de dezembro de 2024).
A maior cidade da voivodia é Olsztyn, com 166 697 habitantes. A população de Olsztyn representa 20,92% da população urbana da voivodia. Além disso, há ainda outra cidade na voivodia com uma população superior a 100 mil habitantes — Elbląg. No total, existem 19 cidades sedes de condados na voivodia, incluindo duas cidades com direitos de condado — Olsztyn e Elbląg, onde vive 20,64% da população da voivodia da Vármia-Masúria. A menor cidade sede de condado é Nowe Miasto Lubawskie, com uma população de 10 058 habitantes. Por outro lado, a maior cidade que não é sede de condado é Morąg, com 12 654 habitantes. A menor população é a de Młynary, com 1 664 habitantes.
A maior área é ocupada por Olsztyn — 88,3 km², enquanto a menor é de Bisztynek — 2,2 km². No total, a área urbana da voivodia é de 616,42 km², ou seja, 2,55% da área da voivodia. Ao mesmo tempo, a maior densidade populacional, de 2 824,8 hab./km², é registrada em Ełk, enquanto a menor densidade é registrada em Pasym — 157,4 hab./km².
O maior número — cinco cidades — encontra-se no condado de Iława: Iława, Lubawa, Zalewo, Susz, Kisielice e no condado de Olsztyn: Olsztynek, Biskupiec, Dobre Miasto, Barczewo, Jeziorany. Por outro lado, somente uma cidade se encontra nos condados de Ełk, Gołdap, Nidzica, Nowe Miasto, Olecko e Węgorzewo.
| Distribuição das cidades no mapa da voivodia da Vármia-Masúria |
| --- |
| Olsztyn Elbląg Ełk Iława Ostróda Giżycko Kętrzyn Szczytno Bartoszyce Mrągowo Działdowo Pisz Braniewo Olecko Lidzbark Warmiński Gołdap Morąg Nidzica Pasłęk Lubawa Węgorzewo Nowe Miasto Lubawskie Biskupiec Dobre Miasto Orneta Barczewo Lidzbark Olsztynek Orzysz Susz Ruciane-Nida Reszel Korsze Biała Piska Górowo Iławeckie Mikołajki Wielbark Jeziorany Ryn Pieniężno Miłomłyn Miłakowo Tolkmicko Pasym Bisztynek Frombork Zalewo Kisielice Sępopol Młynary Cidades por população: – mais de 100 mil; – de 50 a 100 mil; – de 20 a 50 mil; – de 10 a 20 mil; – de 5 a 10 mil; – menos de 5 mil; |

A tabela apresenta as cidades da voivodia da Vármia-Masúria classificadas por número de habitantes. As informações relativas ao número de habitantes foram fornecidas com base nos dados do Instituto Nacional de Estatística (GUS), com data de 31 de dezembro de 2024. Os nomes das cidades sedes de condados estão em negrito e os nomes das cidades com direitos de condado estão adicionalmente em itálico. Os nomes dos governantes das cidades, que utilizam o título de presidente da cidade, estão escritos em itálico.
| #   | Brasão | Nome                  | Condado     | População (31/12/2024) | Área [km²] (31/12/2024) | Densidade populacional [hab./km²] (31/12/2024) | Prefeito/Presidente           | Coordenadas                  |
| --- | ------ | --------------------- | ----------- | ---------------------- | ----------------------- | ---------------------------------------------- | ----------------------------- | ---------------------------- |
| 1.  |        | Olsztyn               | Olsztyn     | 166 697                | 88,3                    | 1 887                                          | Robert Szewczyk               | 53° 46′ 23″ N, 20° 28′ 34″ L |
| 2.  |        | Elbląg                | Elbląg      | 112 445                | 79,8                    | 1 409                                          | Michał Missan                 | 54° 09′ 30″ N, 19° 24′ 10″ L |
| 3.  |        | Ełk                   | Ełk         | 59 463                 | 21,1                    | 2 825                                          | Tomasz Andrukiewicz           | 53° 49′ 17″ N, 22° 21′ 44″ L |
| 4.  |        | Iława                 | Iława       | 32 106                 | 21,9                    | 1 467                                          | Dawid Kopaczewski             | 53° 35′ 47″ N, 19° 33′ 56″ L |
| 5.  |        | Ostróda               | Ostróda     | 31 243                 | 14,2                    | 2 208                                          | Rafał Dąbrowski               | 53° 41′ 38″ N, 19° 57′ 58″ L |
| 6.  |        | Giżycko               | Giżycko     | 27 107                 | 13,7                    | 1 976                                          | Ewa Ostrowska                 | 54° 02′ 24″ N, 21° 45′ 32″ L |
| 7.  |        | Kętrzyn               | Kętrzyn     | 24 930                 | 10,4                    | 2 409                                          | Karol Lizurej                 | 54° 04′ 37″ N, 21° 22′ 31″ L |
| 8.  |        | Szczytno              | Szczytno    | 21 749                 | 10,0                    | 2 181                                          | Stefan Ochman                 | 53° 33′ 46″ N, 20° 59′ 07″ L |
| 9.  |        | Bartoszyce            | Bartoszyce  | 21 180                 | 11,8                    | 1 796                                          | Wiesław Kurach                | 54° 14′ 56″ N, 20° 48′ 29″ L |
| 10. |        | Mrągowo               | Mrągowo     | 20 399                 | 14,8                    | 1 378                                          | Jakub Michał Doraczyński      | 53° 52′ 09″ N, 21° 17′ 59″ L |
| 11. |        | Działdowo             | Działdowo   | 20 000                 | 11,5                    | 1 744                                          | Grzegorz Mrowiński            | 53° 14′ 10″ N, 20° 10′ 40″ L |
| 12. |        | Pisz                  | Pisz        | 17 531                 | 10,1                    | 1 739                                          | Dariusz Kiński                | 53° 37′ 44″ N, 21° 48′ 45″ L |
| 13. |        | Braniewo              | Braniewo    | 15 968                 | 12,4                    | 1 287                                          | Tomasz Sielicki               | 54° 22′ 46″ N, 19° 49′ 11″ L |
| 14. |        | Olecko                | Olecko      | 15 617                 | 11,5                    | 1 353                                          | Karol Sobczak                 | 54° 02′ 10″ N, 22° 29′ 54″ L |
| 15. |        | Lidzbark Warmiński    | Lidzbark    | 14 366                 | 14,4                    | 1 001                                          | Jacek Wiśniowski              | 54° 07′ 25″ N, 20° 34′ 54″ L |
| 16. |        | Gołdap                | Gołdap      | 13 148                 | 17,2                    | 764                                            | Kondrad Kazaniecki            | 54° 18′ 58″ N, 22° 18′ 34″ L |
| 17. |        | Morąg                 | Ostróda     | 12 654                 | 6,1                     | 2 071                                          | Tomasz Orłowski               | 53° 54′ 58″ N, 19° 55′ 40″ L |
| 18. |        | Nidzica               | Nidzica     | 12 532                 | 6,9                     | 1 827                                          | Jacek Kosmala                 | 53° 21′ 30″ N, 20° 25′ 30″ L |
| 19. |        | Pasłęk                | Elbląg      | 11 658                 | 11,4                    | 1 022                                          | Elżbieta Wasiuk               | 54° 03′ 42″ N, 19° 39′ 49″ L |
| 20. |        | Lubawa                | Iława       | 10 663                 | 16,8                    | 633                                            | Maciej Radtke                 | 53° 30′ 18″ N, 19° 45′ 06″ L |
| 21. |        | Węgorzewo             | Węgorzewo   | 10 488                 | 10,9                    | 964                                            | Krzysztof Kołaszewski         | 54° 12′ 50″ N, 21° 44′ 29″ L |
| 22. |        | Nowe Miasto Lubawskie | Nowe Miasto | 10 058                 | 11,4                    | 885                                            | Jacek Wolski                  | 53° 25′ 32″ N, 19° 35′ 16″ L |
| 23. |        | Biskupiec             | Olsztyn     | 9 891                  | 5,0                     | 1 978                                          | Kamil Kozłowski               | 53° 51′ 47″ N, 20° 57′ 21″ L |
| 24. |        | Dobre Miasto          | Olsztyn     | 9 256                  | 4,9                     | 1 905                                          | Beata Harań                   | 53° 59′ 15″ N, 20° 23′ 45″ L |
| 25. |        | Orneta                | Lidzbark    | 7 942                  | 9,6                     | 825                                            | Katarzyna Lasocka             | 54° 06′ 56″ N, 20° 07′ 48″ L |
| 26. |        | Barczewo              | Olsztyn     | 7 356                  | 4,6                     | 1 606                                          | Grzegorz Matłoka              | 53° 50′ 12″ N, 20° 41′ 43″ L |
| 27. |        | Lidzbark              | Działdowo   | 7 152                  | 5,7                     | 1 259                                          | Andrzej Wojciech Piątkowski   | 53° 15′ 37″ N, 19° 49′ 16″ L |
| 28. |        | Olsztynek             | Olsztyn     | 7 147                  | 7,7                     | 929                                            | Robert Waraksa                | 53° 34′ 57″ N, 20° 16′ 58″ L |
| 29. |        | Orzysz                | Pisz        | 5 235                  | 8,2                     | 641                                            | Zbigniew Włodkowski           | 53° 48′ 37″ N, 21° 56′ 50″ L |
| 30. |        | Susz                  | Iława       | 5 217                  | 6,7                     | 782                                            | Marcin Mądry                  | 53° 43′ 01″ N, 19° 20′ 07″ L |
| 31. |        | Ruciane-Nida          | Pisz        | 4 047                  | 17,1                    | 237                                            | Piotr Feliński                | 53° 39′ 01″ N, 21° 32′ 59″ L |
| 32. |        | Reszel                | Kętrzyn     | 4 006                  | 3,8                     | 1 049                                          | Andrzej Lewandowski           | 54° 03′ 11″ N, 21° 09′ 09″ L |
| 33. |        | Korsze                | Kętrzyn     | 3 911                  | 4,0                     | 970                                            | Jan Adamowicz                 | 54° 10′ 17″ N, 21° 08′ 28″ L |
| 34. |        | Biała Piska           | Pisz        | 3 658                  | 3,2                     | 1 129                                          | Franciszek Paweł Romankiewicz | 53° 36′ 41″ N, 22° 03′ 47″ L |
| 35. |        | Górowo Iławeckie      | Bartoszyce  | 3 607                  | 3,3                     | 1 086                                          | Jacek Przemysław Kostka       | 54° 17′ 04″ N, 20° 29′ 44″ L |
| 36. |        | Mikołajki             | Mrągowo     | 3 338                  | 9,3                     | 358                                            | Piotr Jakubowski              | 53° 48′ 13″ N, 21° 34′ 18″ L |
| 37. |        | Wielbark              | Szczytno    | 2 978                  | 18,3                    | 163                                            | Jerzy Szczepanek              | 53° 23′ 52″ N, 20° 56′ 46″ L |
| 38. |        | Jeziorany             | Olsztyn     | 2 914                  | 3,4                     | 855                                            | Łukasz Szpara                 | 53° 58′ 43″ N, 20° 44′ 47″ L |
| 39. |        | Ryn                   | Giżycko     | 2 663                  | 4,1                     | 645                                            | Jarosław Filipek              | 53° 56′ 39″ N, 21° 30′ 54″ L |
| 40. |        | Pieniężno             | Braniewo    | 2 400                  | 3,8                     | 628                                            | Krzysztof Kisiel              | 54° 14′ 11″ N, 20° 07′ 43″ L |
| 41. |        | Miłomłyn              | Ostróda     | 2 409                  | 12,4                    | 195                                            | Beata Mazur                   | 53° 45′ 51″ N, 19° 50′ 17″ L |
| 42. |        | Miłakowo              | Ostróda     | 2 385                  | 8,8                     | 272                                            | Krzysztof Szulborski          | 54° 00′ 37″ N, 20° 04′ 20″ L |
| 43. |        | Tolkmicko             | Elbląg      | 2 375                  | 2,3                     | 1 051                                          | Józef Zamojcin                | 54° 19′ 13″ N, 19° 31′ 38″ L |
| 44. |        | Pasym                 | Szczytno    | 2 390                  | 15,2                    | 157                                            | Marcin Nowociński             | 53° 39′ 04″ N, 20° 47′ 31″ L |
| 45. |        | Bisztynek             | Bartoszyce  | 2 127                  | 2,2                     | 985                                            | Zbigniew Filipczyk            | 54° 05′ 08″ N, 20° 54′ 00″ L |
| 46. |        | Zalewo                | Iława       | 2 011                  | 8,2                     | 245                                            | Piotr Pietrasik               | 53° 50′ 45″ N, 19° 36′ 12″ L |
| 47. |        | Frombork              | Braniewo    | 1 993                  | 7,6                     | 263                                            | Damian Krasiński              | 54° 21′ 30″ N, 19° 40′ 59″ L |
| 48. |        | Kisielice             | Iława       | 1 992                  | 3,4                     | 591                                            | Beata Lejmanowicz             | 53° 36′ 25″ N, 19° 15′ 34″ L |
| 49. |        | Sępopol               | Bartoszyce  | 1 887                  | 4,6                     | 408                                            | Irena Wołosiuk                | 54° 16′ 09″ N, 21° 00′ 52″ L |
| 50. |        | Młynary               | Elbląg      | 1 664                  | 2,8                     | 603                                            | Renata Bednarczyk             | 54° 11′ 11″ N, 19° 43′ 13″ L |